# Adam Ramstedt
Max Adam Ramstedt, född 24 juli 1995 i Södertälje, är en svensk basketspelare som spelar för franska Nantes.

## Biografi
Adam Ramstedt inledde sin karriär i Södertälje och spelar 2024 för Nantes i franska ligan. Han har även representerat det svenska landslaget där han debuterade 2017.